# (5865) Qualytemocrina
(5865) Qualytemocrina est un astéroïde de la ceinture principale.

## Description
(5865) Qualytemocrina est un astéroïde de la ceinture principale. Il fut découvert le 31 août 1984 à l'Observatoire Kleť par Antonín Mrkos. Il présente une orbite caractérisée par un demi-grand axe de 2,41 UA, une excentricité de 0,13 et une inclinaison de 7,6° par rapport à l'écliptique.

## Compléments